# Akira Shima
Pour les articles homonymes, voir Shima.
Akira Shima (島 朗, Shima Akira) est un joueur de shōgi professionnel japonais né le 19 février 1963 à Setagaya.
Akira Shima a disputé six finales de titres majeurs de 1988 à 1997 et a remporté le premier tournoi Ryuo en 1988.

## Biographie et carrière
Akira Shima est né en février 1963 à Kokura.
Il est devenu professionnel en septembre 1980 et a été classé 9e dan à partir d'avril 2008.
Akira Shima remporta le tournoi Zen Nihon en 1990 et le premier Ryuo en 1988..
Il disputa six finales pour des titres majeurs et en remporté une :
- le Kisei : en 1994 (2e semestre), défaite contre Yoshiharu Habu ;
- le Ryūō en 1988 (victoire contre Kunio Yonenaga) et 1989 (défaite face à Yoshiharu Habu) ;
- le Oza en 1996 et 1997, défaites contre Yoshiharu Habu ;
- l'Osho en 1988, battu par Yoshikazu Minami.

Akira Shima a disputé une fois la finale des Nihon Shogi series en 1989 contre Koji Tanigawa et deux fois la finale de la coupe NHK (en 1989 et 1992).
Outre le premier Ryuo, Akira Shima a remporté trois fois (en 1982, 1985 et 1986) le Kachinukisen (tournoi K.O.) des étoiles.